# Alcée Louis la Branche
Alcée Louis la Branche (* 1806 bei New Orleans, Orleans-Territorium; † 17. August 1861 in Hot Springs, Virginia) war ein US-amerikanischer Politiker. Zwischen 1843 und 1845 vertrat er den Bundesstaat Louisiana im US-Repräsentantenhaus.

## Werdegang
Das genaue Geburtsdatum von Alcée la Branche ist unbekannt. Er studierte an der Université de Sorèze in Sorèze (Frankreich). Nach seiner Rückkehr nach Louisiana wurde er als Pflanzer und Politiker tätig; er war Mitglied der Demokratischen Partei. Von 1831 bis 1833 war er Abgeordneter und Speaker im Repräsentantenhaus von Louisiana. In den Jahren 1837 bis 1840 war er amerikanischer Gesandter in der seit 1836 von Mexiko unabhängigen Republik Texas.
Bei den Kongresswahlen des Jahres 1842 wurde er im zweiten Wahlbezirk von Louisiana in das US-Repräsentantenhaus in Washington, D.C. gewählt, wo er am 4. März 1843 die Nachfolge von John Bennett Dawson antrat, der in den dritten Distrikt wechselte. Bis zum 3. März 1845 konnte er eine Legislaturperiode im Kongress absolvieren. Diese war von den Diskussionen um eine mögliche Annexion der Republik Texas überschattet.
Nach seinem Ausscheiden aus dem US-Repräsentantenhaus ist Alcée la Branche politisch nicht mehr in Erscheinung getreten. Im Jahr 1847 war er als Marineoffizier bei der Hafenverwaltung in New Orleans tätig. Er starb am 17. August 1861 in Hot Springs und wurde im St. Charles Parish in Louisiana beigesetzt.